# Обикновена мармозетка
Обикновените мармозетки (Callithrix jacchus) са вид дребни бозайници от семейство Остроноктести маймуни (Callitrichidae).

## Разпространение
Срещат се в североизточните части на Бразилия, като предпочитат гористи местности.

## Описание
Достигат височина 188 mm и маса 250 g, като женските са малко по-дребни. За разлика от повечето примати, мармозетките имат заострени и закривени нокти, които им помагат при катеренето по дърветата, както и за получаването на основната им храна от януари до април – дървесни сокове и смоли.

## Хранене
Хранят се също с плодове, насекоми и други дребни животни, включително малки на бозайници.